# Pehlivan (film, 1964)
Pour le film turc, voir Pehlivan (film, 1984).
Pour plus de détails, voir Fiche technique et Distribution.
Pehlivan est un film français réalisé par Maurice Pialat, sorti en 1964.

## Synopsis
Un spectacle de danseuses du ventre à l'occasion d'un championnat de lutte traditionnelle.

## Fiche technique
- Titre : Pehlivan
- Réalisation : Maurice Pialat
- Scénario : Maurice Pialat
- Commentaire dit par Jacques Gripel
- Société de production : Como-Films
- Photographie : Willy Kurant
- Montage : Bob Wade
- Pays d'origine : France
- Format : Noir et blanc - Mono - 35 mm
- Durée : 13 min
- Date de sortie : France : 1964
- Visa : 27367 (délivré le 31 octobre 1963)